# Ordem do Sol do Peru

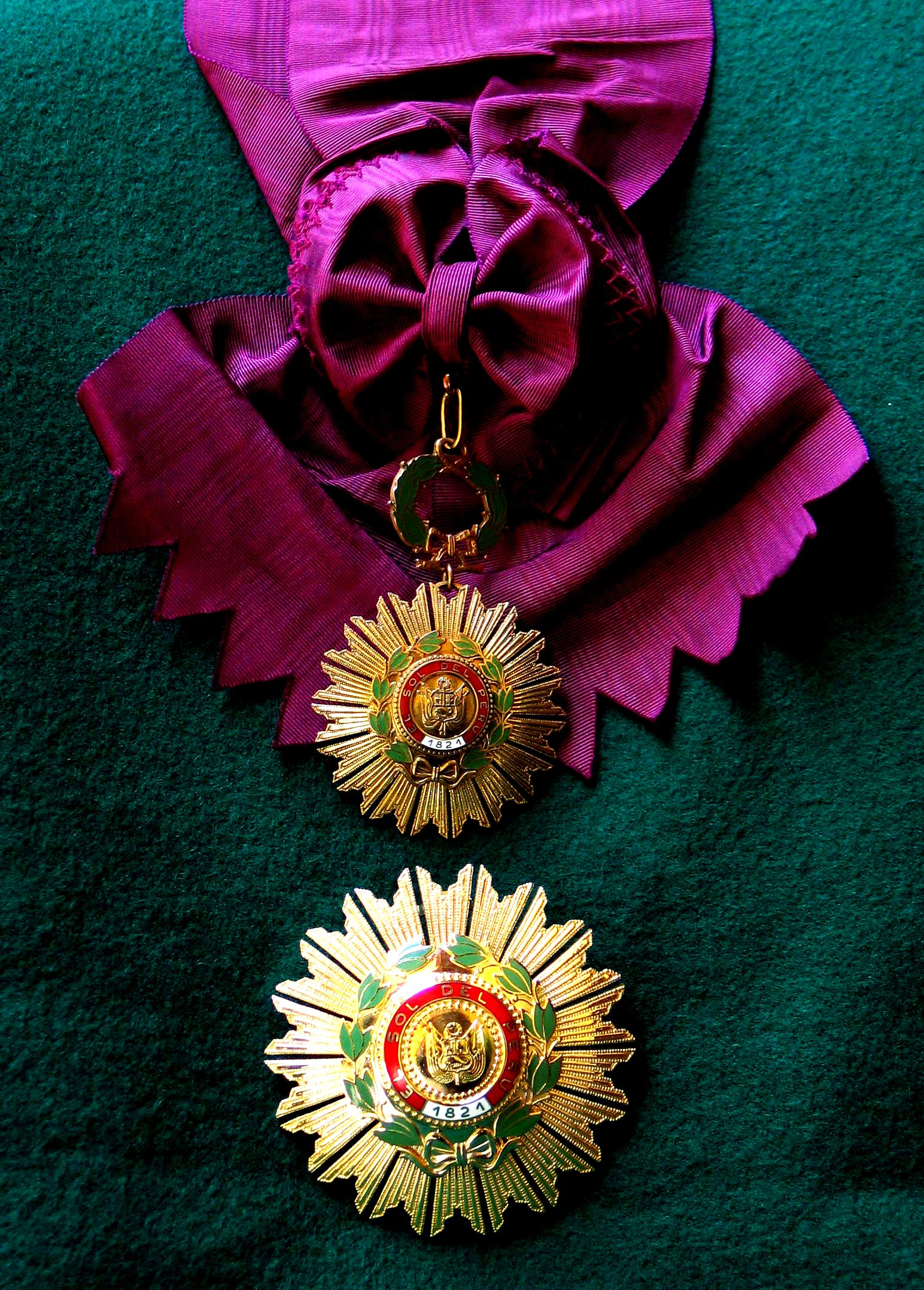
Cavaleiro Grã-Cruz da Ordem do Sol do Peru

Ordem do Sol do Peru é uma ordem honorífica da Peru, criada em 1821 pelo então presidente do Peru José de San Martín. A ordem é concedida por decreto real, em seis classes.

## Classes
Atualmente, seu chanceler é o ministro das Relações Exteriores do Peru. Reservada apenas a estrangeiros, possui as seguintes graduações:
- Colar
- Grã-Cruz
- Grande-Oficial
- Comendador
- Oficial
- Cavaleiro

## Agraciados
- Pat Nixon[1]
- Paul McCartney[2]